# Горбата черепаха Ґіббонса
Горбата черепаха Ґіббонса (Graptemys gibbonsi) — вид черепах з роду горбата черепаха (Graptemys) родини прісноводні черепахи (Emydidae). Свою назву отримала на честь американського біолога Вітфілда Ґіббонса. Інша назва «паскагульська мапова черепаха».

## Опис
Заавдовжки карапакс досягає 29,5—30 см. Спостерігається статевий диморфізм: дорослі самиці удвічі більші за самців, голова у них з широкими важкими щелепами. У самців голова порівняно невелика, а у самиць досягає великих розмірів. Карапакс дахоподібний з кілем. Пластрон у самців не увігнутий.
Голова та кінцівки темно—зелені. На голові присутні широкі плями, які можуть навіть утворювати «капелюх». На крайових щитках є по одній вертикальній яскравій жовтій смужці. Сам карапакс оливково—коричневий, поділений темною смугою кіля на дві частини. На карапаксі можуть бути світлі кільця або смуги. Пластрон світло—жовтий з темним пігментом. Шкіра коричнева або оливково-зелена зі світлими жовтими або зеленуватими смужками і плямами.

## Спосіб життя
Полюбляє річкові канали зі швидкою течією, з піщаним або гальковим дном. Харчується рибою, молюсками, ракоподібними, комахами, а також рослинною їжею.
Самці стають статевозрілими на 4 рік, самиці набагато пізніше. Самиця відкладає 2 яйця заширшки в середньому близько 25 мм і завдовжки близько 40 мм. Інкубаційний період триває 70—80 діб.

## Розповсюдження
Донедавна вважалось, що ареал горбатої черепахи Ґіббонса охоплює річки Паскагула й Перлинну та їх головні притоки у Міссісіпі та частково Луїзіані (США). Однак після ряду досліджень популяцію черепах з Перлинної було виділено в окремий вид Graptemys pearlensis.